# Cosmic Overdose
Cosmic Overdose var en svensk musikgrupp bildad 1978 i Göteborg av Dan Söderqvist (före detta Älgarnas trädgård) och Ingemar Ljungström (alias Karl Gasleben, ibland Terminalkapten Gasleben, före detta Anna själv tredje). Gruppen spelade vad som kallats elektropunk, och debuterade 1979 med singeln Observation galen.

## 80-talet
1980 gav de ut albumet Dada Koko och var då en trio bestående av Söderqvist, Gasleben och Regnmakarn (Kjell Karlgren, från gruppen Ragnarök). Sistnämnde ersattes redan samma år av Jimmy Cyklon (Thomas Andersson). Albumet 4668 blev deras sista skivsläpp. Efter att gruppen ombildats ytterligare en gång bytte de 1981 namn till Twice a Man och övergick till mer stämningsfull syntmusik med engelska texter.

## Box och livespelning 2016
2016 gav Progress Production ut en box med 3 CD. De första två skivorna innehöll remastrade versioner av bandets båda album. Den tredje skivan innehåller singel låtarna, b-sidor och annat outgivet material. Boxen släpptes vid  festivalen Progress 12 i Göteborg 19 november 2016, två dagar före officiella relesedatumet. På festivalen spelade även bandet live för första gången på 35 år.

## Återutgivning och livespelning 2024
22 november 2024 ger Progress Production ut albumet Final Koko för först gången på CD, med en bonuslåt, demolåten Defence från 1981. Några dagar innan, 16 november, spelar bandet live i Göteborg.

## Diskografi
- Observation galen / Isolatorer –  7"-singel (zing 108), Silence Records, 1979
- Dada Koko – LP (SRS 4659), Silence Records, 1980
- To Night / Dead – 7"-singel (ENG 302), Silence Records, 1980
- Final Koko – kassett (COS 001), Xenophone International, 1980
- 4668 – LP (SRS 4668), Silence Records, 1981
- Various  – Xenophone International Presents Cosmic Overdose / Twice A Man / Lars Falk 1979-1985 - 3xLP, Xenophone International, 2013[2]
- Koko Total - Limited CD box, Progress Productions, 21 november 2016.